# Vadstena
För andra betydelser, se Vadstena (olika betydelser).
Vadstena (uttal [²vasːteːna] ( lyssna)) är en tätort i Östergötland samt centralort i Vadstena kommun, Östergötlands län. Vadstena ligger på Vätterns östra strand, 16 kilometer sydväst om Motala. Öster om staden utbreder sig Östgötaslätten. 
Centrala Vadstena har en utpräglat ålderdomlig karaktär med låg bebyggelse, härstammande från såväl medeltiden som 1700- och 1800-talen, med tillhörande smala gator och gränder. Turismen spelar en viktig roll i Vadstena med ungefär 500.000 dagsbesökare per år, framförallt på sommaren. 
Viktiga arbetsgivare är Rättpsykiatriska regionkliniken, Fredrikssons Verkstad samt Vadstena Kommun. Tidigare även Birgittas sjukhus. Stadens siluett domineras av Vadstena slott och Klosterkyrkan.

## Historia

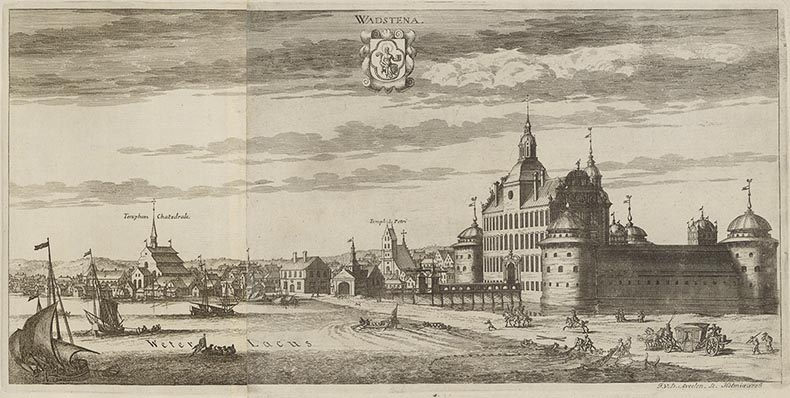
Vadstena slott år 1700 i Suecia Antiqua et Hodierna.

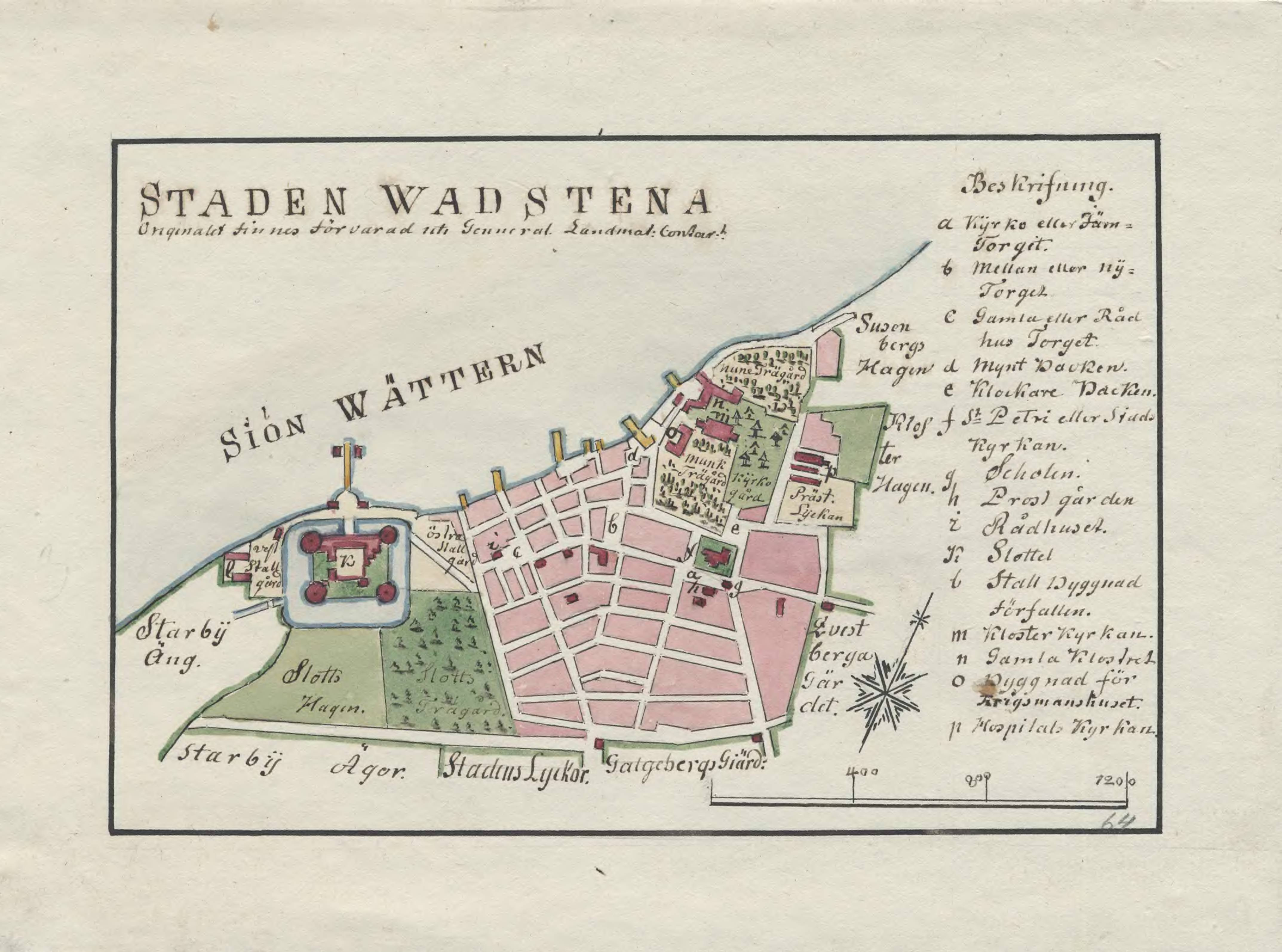
Karta över Vadstena från 1790-talet

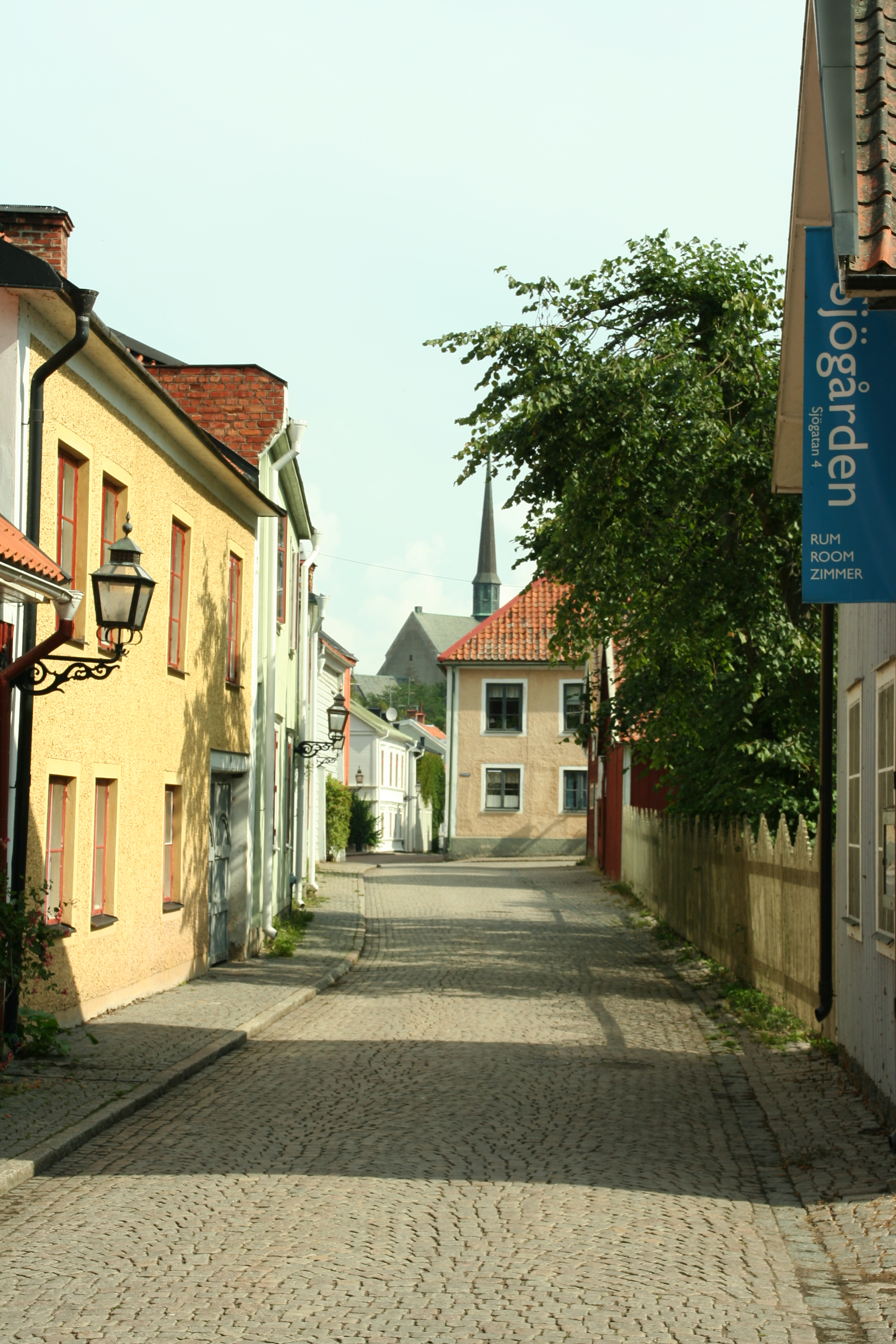
Sjögatan i centrala Vadstena.
Foto från 2006.

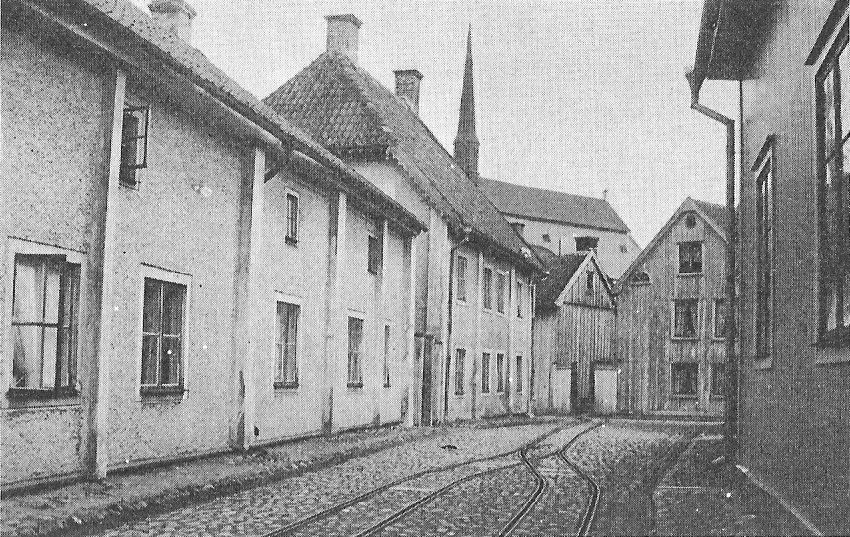
Vadstena hospitalsbana existerade omkring 1900–1930. Bilden visar Sjögatan mot öster Odhnerska gårdarna (Färgargården) till vänster, Öhrströmska gården rakt fram och sjukhusets spårväg med mötesplats i mitten.
Foto från omkring 1910.

Både i trakten runt Vadstena och i själva staden finns det spår av mänsklig bosättning från järnåldern. I Vadstena finns spår av en större gård från 1000-talet eller tidigare. Under 1100-talet fanns en romansk kyrka där Rödtornet står i modern tid. Vadstena var en anhalt på pilgrimsvandringen till Trondheim och där fanns en Olavskult redan på 1100- och 1200-talen. Vadstena firade sitt 500-årsjubileum den 8 december 1900.
I mitten av 1200-talet uppfördes Bjälbopalatset av kung Valdemar Birgersson. Palatset skänktes 1346 av kung Magnus Eriksson till Heliga Birgitta som grundade Vadstena kloster. Vadstena fick stadsprivilegier 1400 och blev Sveriges största pilgrimsort. Staden utvecklades snabbt med hjälp av besökande pilgrimer och affärsmän.
Gustav Vasa konfiskerade klostrets egendomar och 1550 stängdes munkklostret. Under Gustav Vasas tid uppfördes också Vadstena slott. 1595 tvingades även nunnorna att lämna klostret. 1637 började klostret användas som ett hem för invalidiserade soldater, ett "krigsmanshus". De boende där tjänade extra genom spetsknyppling vilket lade grunden till Vadstenas rykte för sina spetsar. Krigsmanshuset fanns kvar till 1783 när lokalerna började användas som fängelse. Slottet användes som förråd fram till 1753 när en kammarduksfabrik inrättades där. Under 1700- och 1800-talen användes slottet också som kronomagasin för statligt brännvin.
År 1829 började klostrets lokaler att användas av Vadstena hospital. 1800-talet innebar befolkningstillväxt för Vadstena. Efter att Göta kanal var färdigt, byggdes hamnen ut 1848-1853; för att få material till pirarna revs slottets vallar. År 1874 invigdes Wadstena Fogelsta Järnväg. År 1905 anslog landstinget pengar för bygget av ett nytt lasarett vid Motalagatan eftersom de gamla lokalerna vid klostret var omoderna. Lasarettet fungerade som sådant fram till 1970, då det ersattes av Motala lasarett.
En godsspårväg, Vadstena hospitalsbana, förband Asylen med centralköket via Slottsgatan, Sjögatan, Torggatan och Lasarettsgatan. Hospitalbanan var en hästdragen godsspårväg inom Vadstena hospital, främst använd för transporter av mat. Banan gick i gatuspår genom centrala Vadstena. Banan existerade från omkring förra sekelskiftet till 1930. Spårvidden var sannolikt 600 mm.
År 1954 fick Birgittastiftelsen dispositionsrätt över klosterområdet, förutom över Vadstena klosterkyrka. År 1935 köpte Den helige Frälsarens orden under ledning av Elisabeth Hesselblad Strandgården, där det än idag drivs ett gäst- och vilohem. År 1963 öppnades där ett kloster. År 1958 upphörde järnvägstrafiken till Ödeshög och 1963 upphörde persontrafiken på järnväg till Linköping.
År 1945 inrättades Vadstena folkhögskola i det tidigare munkklostret. År 1962 flyttade folkhögskolan in i lokaler norr om klosterområdet, bland annat i det gamla vattentornet.

## Administrativa tillhörigheter
Vadstena stad ombildades vid kommunreformen 1862 till en stadskommun. 1952 införlivades Sankt Pers socken/landskommun och efter ytterligare utökning 1967 uppgick Vadstena stad i Vadstena kommun med Vadstena som centralort. Mellan 1974 och 1980 var kommunen en del av Motala kommun som orten då tillhörde utan att vara centralort.
I kyrkligt hänseende har orten alltid hört till Vadstena församling.
Orten ingick till 1948 i domkretsen för Vadstena rådhusrätt och därefter till 1971 i Aska, Dals och Bobergs tingslag. Från 1971 till 2002 ingick Vadstena i Motala domsaga och orten ingår sedan 2002 i Linköpings domsaga.

### Befolkningsutveckling
| Befolkningsutvecklingen i Vadstena 1950–2020 | Befolkningsutvecklingen i Vadstena 1950–2020 | Befolkningsutvecklingen i Vadstena 1950–2020 | Befolkningsutvecklingen i Vadstena 1950–2020 | Befolkningsutvecklingen i Vadstena 1950–2020 |
| -------------------------------------------- | -------------------------------------------- | -------------------------------------------- | -------------------------------------------- | -------------------------------------------- |
|                                              |                                              |                                              |                                              |                                              |
| År                                           |                                              |                                              | Folkmängd                                    | Areal (ha)                                   |
| 1950                                         | 1950                                         |                                              | 3 494                                        |                                              |
| 1960                                         | 1960                                         |                                              | 4 031                                        |                                              |
| 1965                                         | 1965                                         |                                              | 4 522                                        |                                              |
| 1970                                         | 1970                                         |                                              | 4 926                                        |                                              |
| 1975                                         | 1975                                         |                                              | 5 294                                        |                                              |
| 1980                                         | 1980                                         |                                              | 5 305                                        |                                              |
| 1990                                         | 1990                                         |                                              | 5 527                                        | 329                                          |
| 1995                                         | 1995                                         |                                              | 5 744                                        | 333                                          |
| 2000                                         | 2000                                         |                                              | 5 651                                        | 335                                          |
| 2005                                         | 2005                                         |                                              | 5 612                                        | 339                                          |
| 2010                                         | 2010                                         |                                              | 5 613                                        | 341                                          |
| 2015                                         | 2015                                         |                                              | 5 674                                        | 361                                          |
| 2020                                         | 2020                                         |                                              | 5 734                                        | 373                                          |
|                                              |                                              |                                              |                                              |                                              |

## Stadsbild

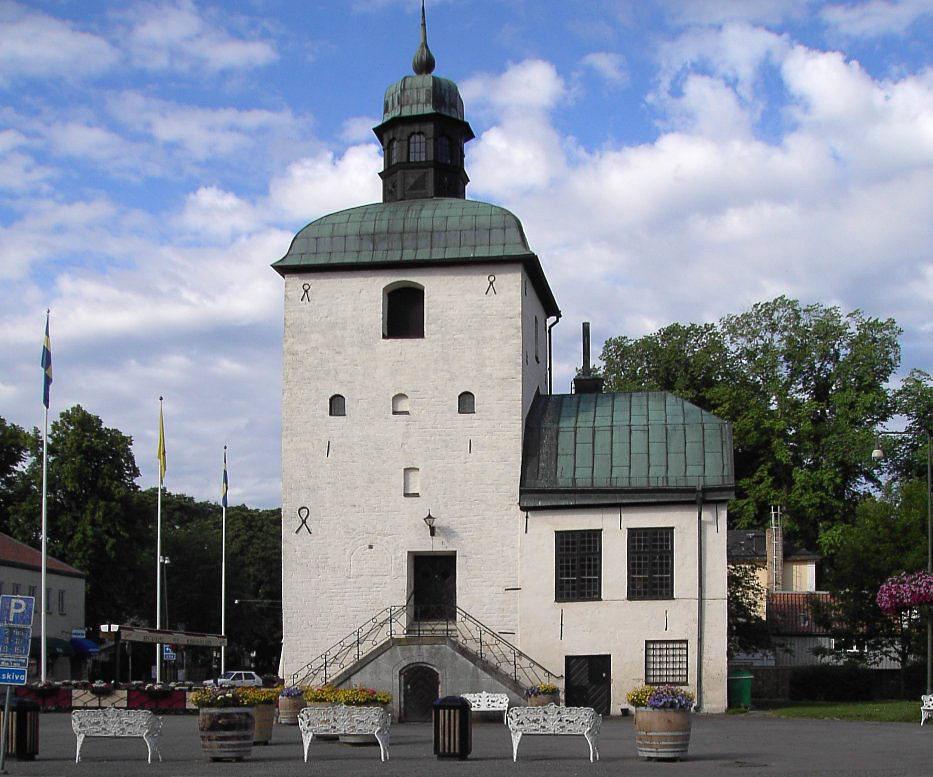
Vadstena rådhus härstammar från 1400-talet och är därmed Sveriges äldsta bevarade rådhus. Rådhuset är idag byggnadsminne.

Vadstena centrum består övervägande av äldre bebyggelse från främst 1700- och 1800-talen, men eftersom det är en stad med medeltida anor, finns där även byggnader från den tiden.
Mitt i centrum ligger Rådhustorget med rådhuset från 1400-talet, vilket därmed är Sveriges äldsta bevarade. Mittemot rådhuset ligger Udd Jönssons hus, ett handelshus i tegel från senmedeltiden. Från Rådhustorget leder Storgatan som sedan staden grundades varit den centrala handelsgatan. Vid den bortre änden av Storgatan ligger Rödtornet, vilket är resterna av den medeltida församlingskyrkan. Senare om- och tillbyggdes tornet och blev en skola. I byggnaden ligger stadens turistbyrå. Bredvid Rödtornet ligger Biskopshuset med anor från 1474. Det var Linköpingsbiskopens bostad vid dennes besök i Vadstena under medeltiden. 
Norr om rödtornet ligger den gamla teatern som är en av Sveriges äldsta landsbygdsteatrar, från 1825. 
Alldeles i närheten ligger Vadstena kloster, grundat i slutet av 1300-talet efter heliga Birgittas anvisningar. Klosterkyrkan dominerar stadens siluett och har gjort så sedan den invigdes 1430. Norr om centrum finns också Mårten Skinnares hus, ett borgarhus från senmedeltiden, samt det intilliggande Hospitalsmuseet.
Den södra delen av stadens centrum domineras av Vadstena slott, byggt som försvarsanläggning av Gustav Vasa på 1500-talet. I slottet finns idag Landsarkivet samt ett museum. Bredvid slottet ligger Leksaksmuseum.

## Kommunikationer
Genom Vadstena går länsväg 919 (gamla riksväg 50) för vägtrafik till Motala och Ödeshög samt länsväg 206 mot Skänninge, Mjölby och Linköping. Östgötatrafikens bussar trafikerar Motala, Skänninge, Mjölby och Linköping med mellanliggande orter. Passagerartrafiken på järnvägen lades ned den 29 september 1963. Museiföreningen Wadstena-Fogelsta Järnväg (MfWFJ) bedriver turisttrafik under sommarhelger. Enstaka dagar under sommaren går passagerarbåtar i trafik över Vättern.

## Kulturliv

### Museer (urval)

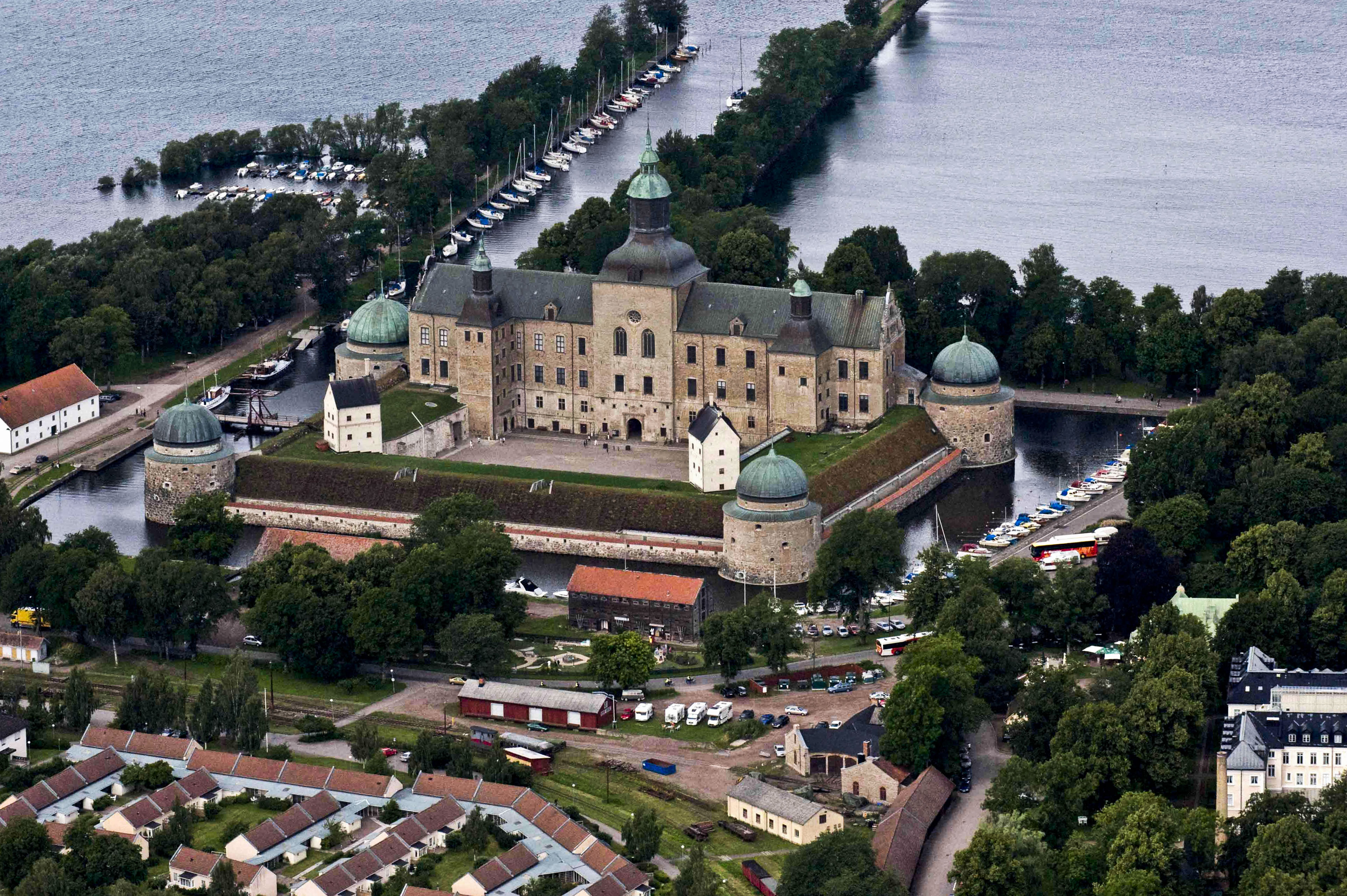
Landsarkivet i Vadstena är sedan 1899 inrymt i Vadstena slott.

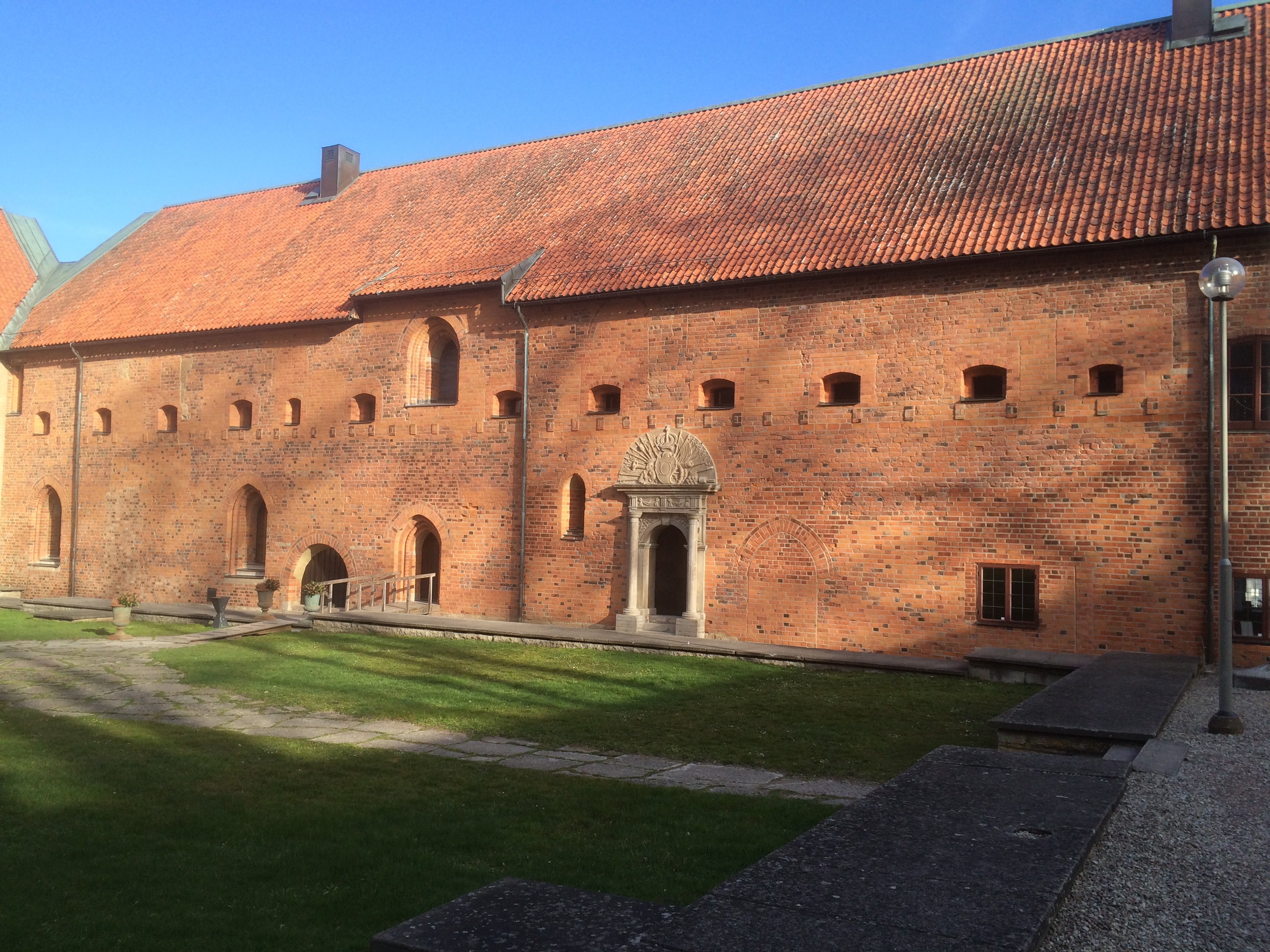
Sancta Birgitta Klostermuseum är sedan 2003 inrymt i Folkungaättens palats.

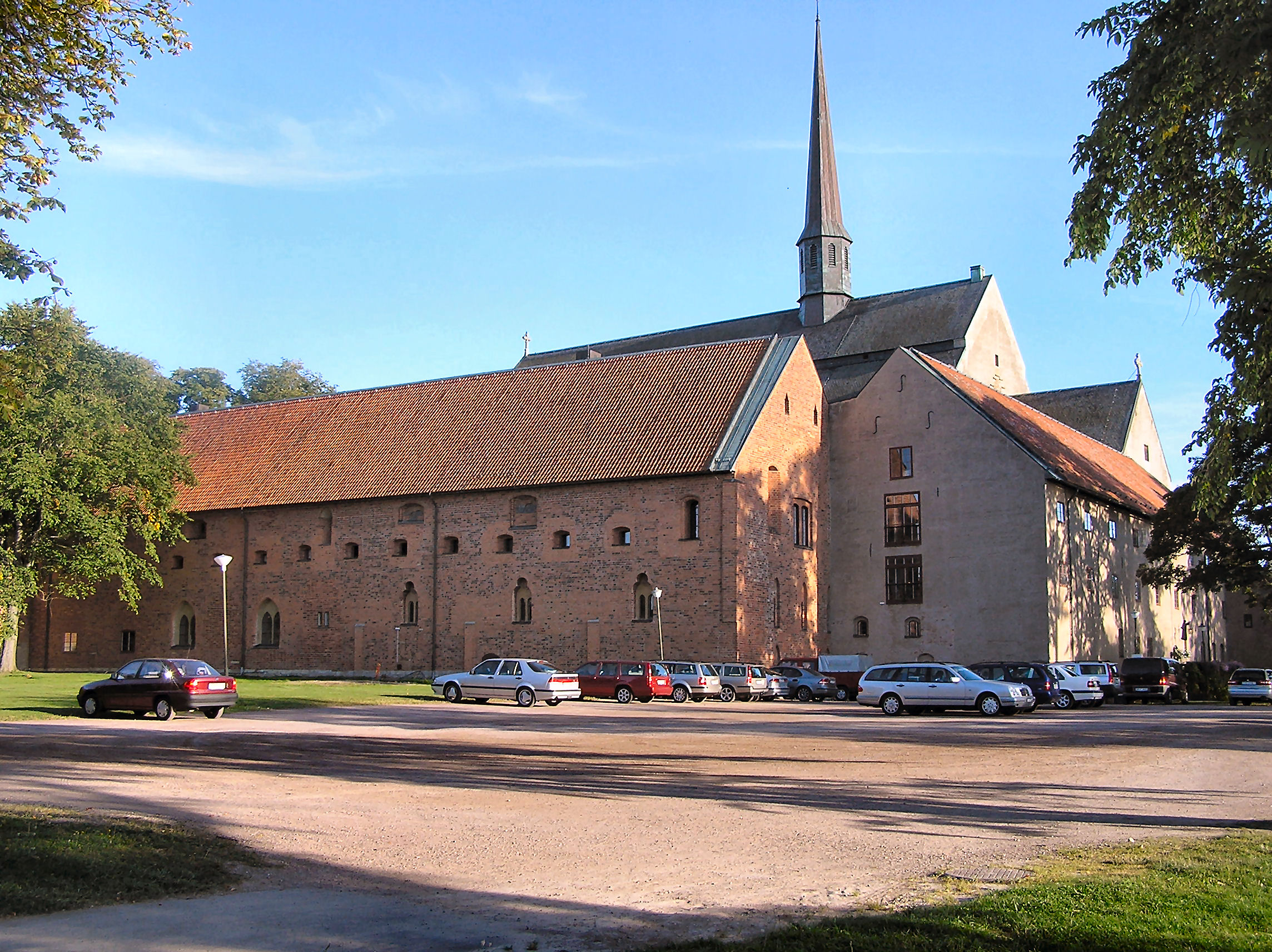
Vadstena medeltida kloster sett från norr, med nunnornas byggnader närmast. Tegelbyggnaden till vänster är det före detta kungapalatset, Vadstena kungsgård.

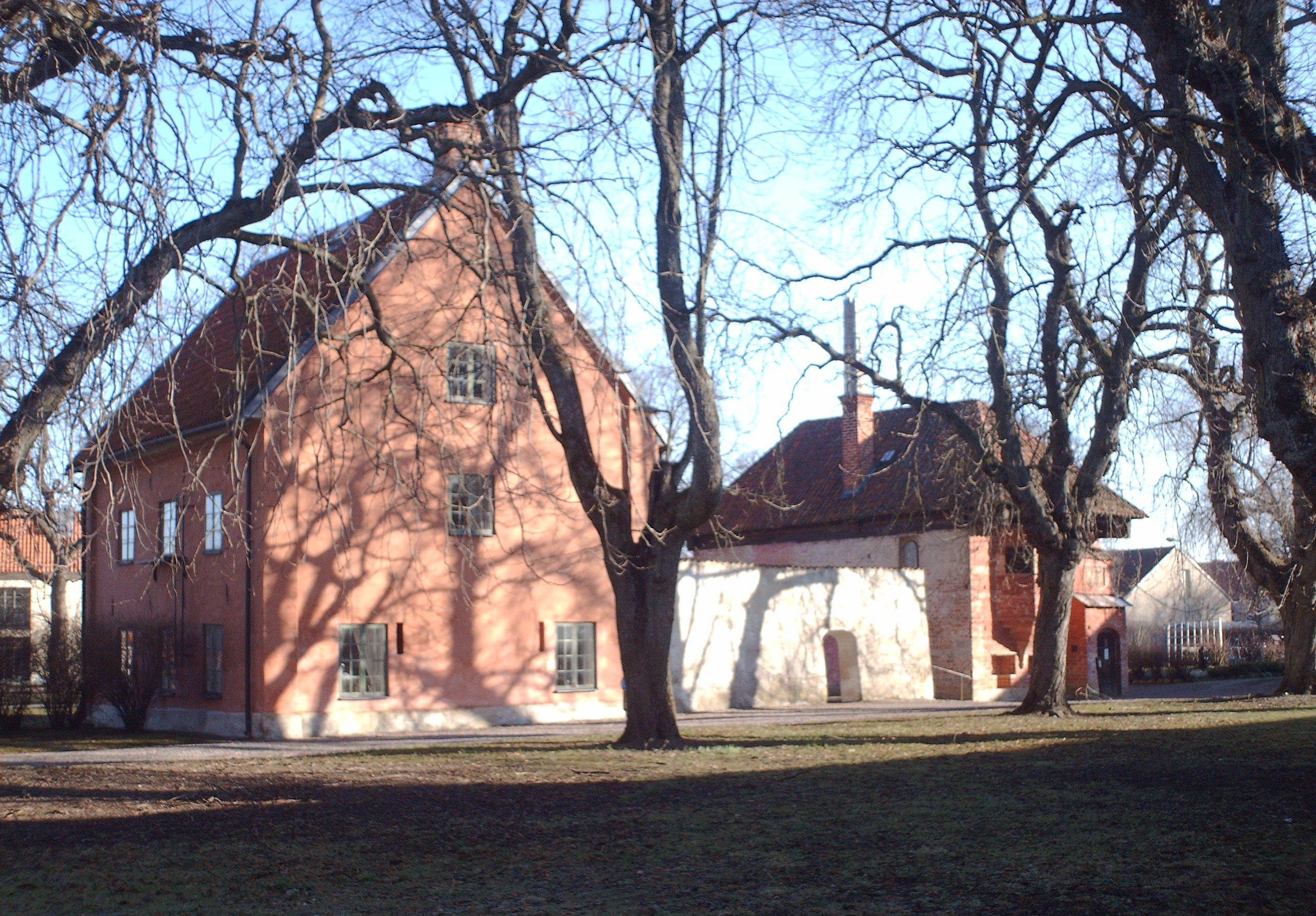
Vadstena hospital, senare Birgitta sjukhus, uppfördes 1757 som Stora dårhuset. Till höger syns Mårten Skinnares hus.

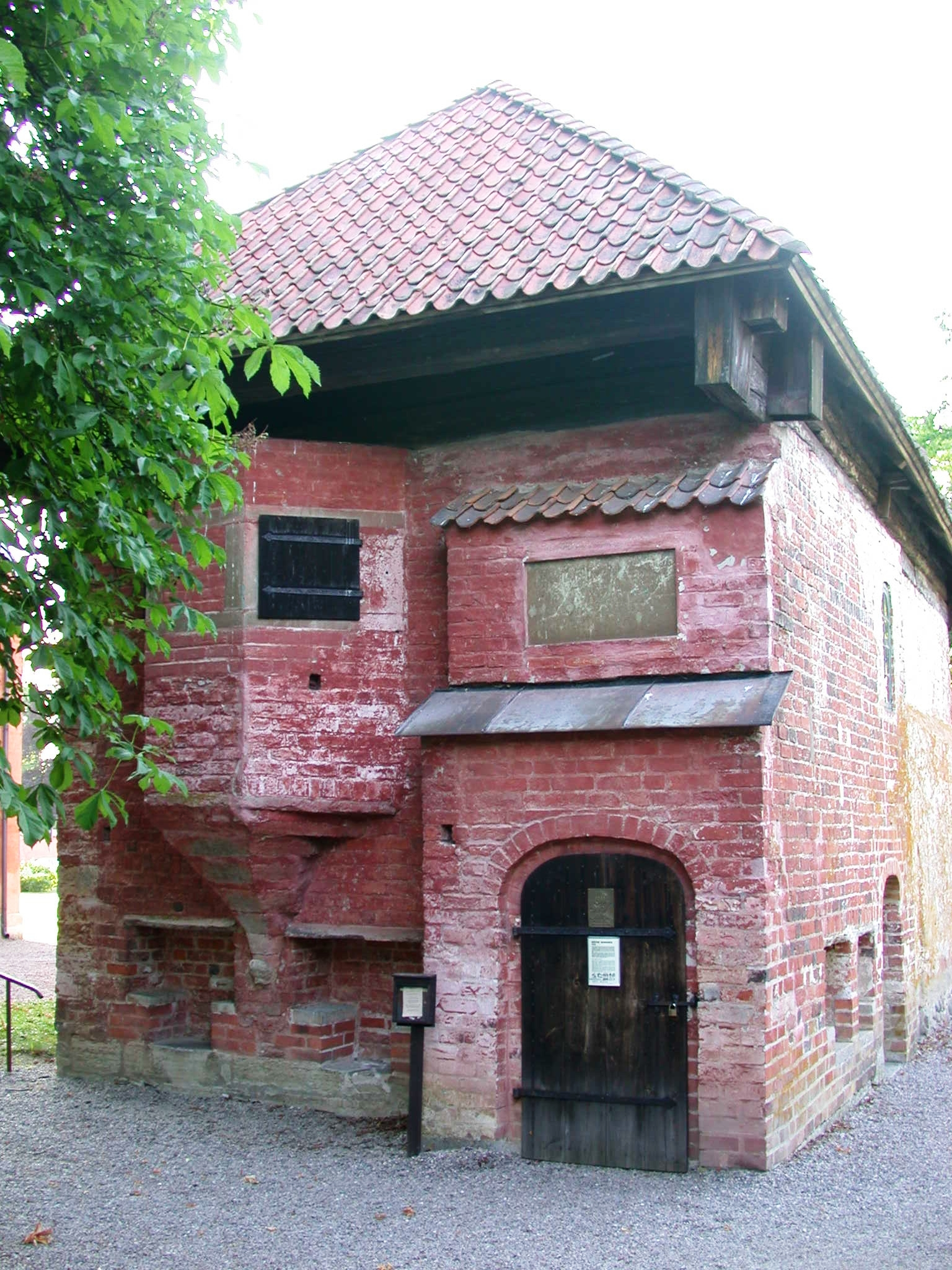
Mårten Skinnares hus från söder med sitt burspråk från 1520-talet. På 1700-talet ändrades stenhusets utseende. Då sänktes taket och trappstegsgavlarna togs bort. Huset användes i hospitalets regi ända in på 1930-talet, utan att moderniseras. Huset är idag omöblerat, men har inte förändrats mycket sedan det byggdes.

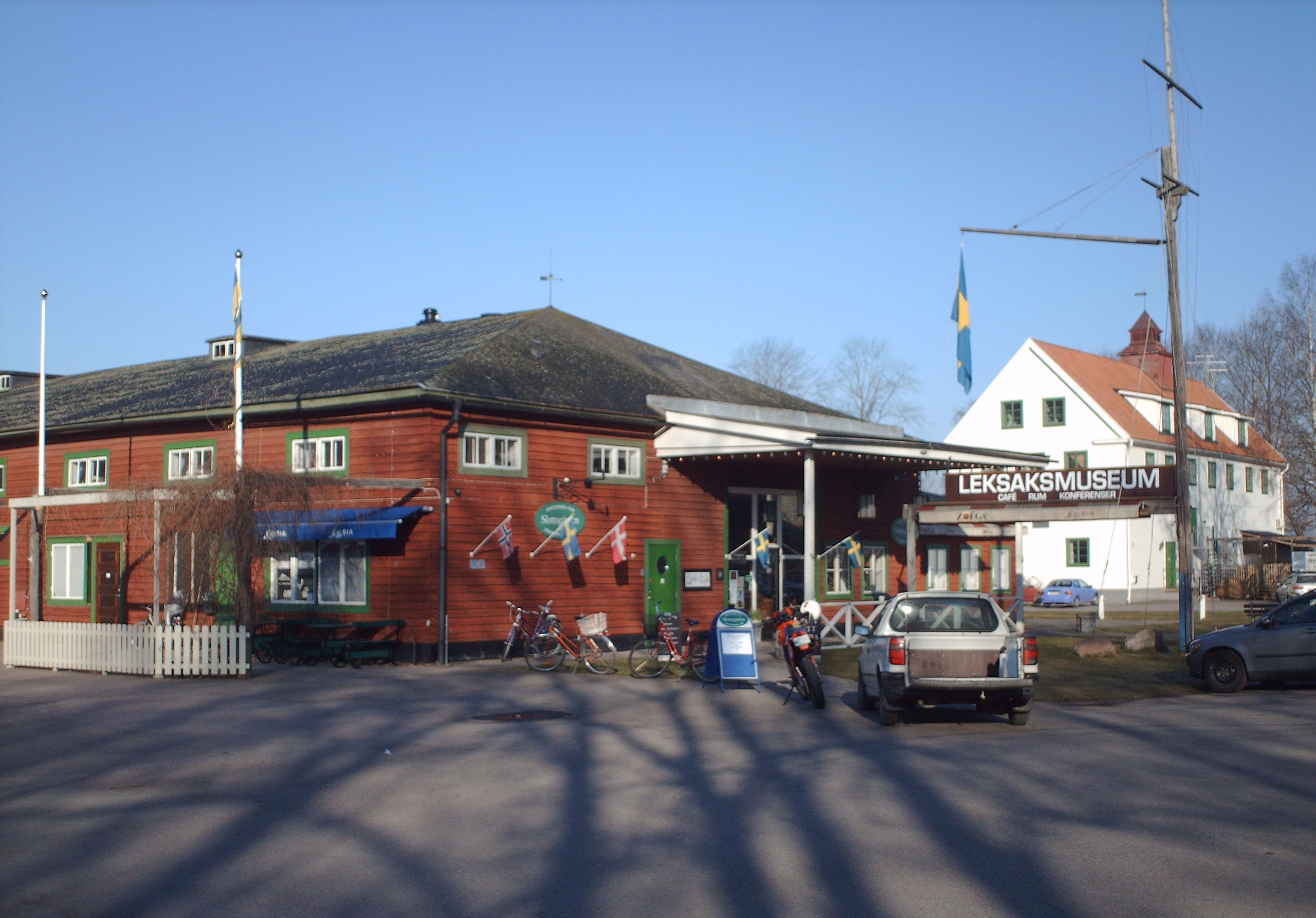
Leksaksmuseum vid hamnen i Vadstena.

- Vadstena slott byggdes som försvarsanläggning av Gustav Vasa 1545-1555 för att skydda landet från eventuella danska och småländska attacker. Fästningen byggdes dock snart om till furstevåning åt kungasonen Magnus, hertig av Östergötland, innan bygget 1620 blev fulländat som renässansslott. I dag räknas Vadstena slott som ett av Sveriges bäst bevarade renässansslott.
- Landsarkivet i Vadstena förvarar sedan 1899 det skriftliga kulturarvet, ett statligt arkiv, där kan man få hjälp med upplysningar ur arkiven om födda, vigda, döda, bouppteckningar, lagfarter, begångna brott och kartor. I landsarkivet visas även utställningar och man kan lyssna på föreläsningar eller följa med på en visning. Det största i Landsarkivet i Vadstena är Göta hovrätts arkiv, som har säte i Jönköping, det arkivet är hela 5,5 km. En del av den privata arkivskatten har också hamnat i landsarkivet, till exempel från slott, gårdar, företag och föreningar. Alla landsarkivets arkiv är med smärre undantag tillgängliga för forskning. Undantagen gäller sådana myndighetsarkiv där en utlämning först måste prövas mot sekretesslagens bestämmelser. Dessutom finns vissa enskilda arkiv, där deponenten framställt villkor för arkivens tillgänglighet.
- Vadstena stadsmuseum[20] vid Rådhustorget, som drivs ideellt, är ett museum som skildrar staden Vadstenas historia från 1400-talet och framåt med fokus på stadsbornas egen historia och det vardagsliv som levts här. Vadstena stadsmuseum är sedan 1949 inrymt i en medeltida byggnad strax intill Vadstena rådhus, som är Sveriges äldsta bevarade rådhus.
- Sancta Birgitta Klostermuseum inryms sedan 2003 ett modernt och spännande klostermuseum i Vadstena kungsgård (eller Bjälboättens palats, Folkungaättens palats, Folkungapalatset), granne med Vadstena klosterkyrka. Museibyggnaden byggdes på 1260-talet och var ett kungligt palats och en kungsgård och blev sedermera nunnekloster, Vadstena kloster. Byggnaden fungerade som kungligt lustslott fram till 1346, då det testamenterades av kung Magnus Eriksson och drottning Blanche, Blanka av Namur, som grund i det blivande Vadstena kloster. Museet berättar om livet i palatset, livet i klostret, klosterväsendet under medeltiden och den Heliga Birgittas liv och verk.
- Skulpturmuseet Gottfrid Larssongården på Skänningegatan 9 i Vadstena visar skulptören Gottfrid Larssons (1875-1947) verk. Han var född i Vallerstads socken i Östergötland. I museet Gottfrid Larssongården, som öppnades efter konstnärens död, visas skisser, förlagor och originalverk, som alla fanns i Larssons ateljé vid hans bortgång. Museet visar Gottfrid Larssons skulpturer från sekelskiftets symboliska verk som "Mörkret flyr ljuset" och fram till de senare årens realistiska porträtt av både östgötar och andra. Även förlagor till flera av hans offentliga arbeten och tävlingsförslag visas. Gottfrid Larsson, som spelade en central roll i östgötsk konstliv fram till sin död, är vår mest internationellt orienterade skulptör. Larsson var en av stiftarna av Östgöta konstförening, som bildades 1921. Offentliga verk av honom finns i Vadstena, Linköping, Norrköping, Stockholm och Uppsala med flera platser.
- Vadstena spetsmuseum är inrymt i undervåningen i Gottfrid Larssongården på Skänningegatan 9. I Vadstena med omnejd finns en knyppeltradition, som går tillbaka åtminstone till 1600-talet. Museet visar dels knypplade spetsar och dels lyfts människorna fram. Hantverkarna som skapade spetsarna var mönsterstickare, knypplare, spetshandlare, "spetsgångare" (försäljare) och tillverkare av redskap. I den nyskapade avdelningen i spetsmuseet visas olika exempel på vår tids knyppling.
- Skomakarstugorna på Backegatan har, efter skomakare Pettersson, fått benämningen "skomakarstugorna". År 1957, då tomten förvärvats av teckningslärare Brita Junger, flyttades husen för att undgå rivning. De båda stugorna är nu placerade på Gottfrid Larssongårdens tomt vid Östra Rännevallen. De båda stugorna låg ursprungligen på Backegatans södra sida och på 1820-talet fanns en enklare krog i en av stugorna. 1910 blev skomakaren Karl Pontus Pettersson ägare till bägge stugorna. Det var år 1957 som stugorna flyttades  till sin nuvarande plats.[21][22]
- Hospitalmuseum och Mårten Skinnares hus är ett medicinalhistoriskt museum, det är inrymt i det så kallade "Stora Dårhuset" från 1757, mitt i det gamla Vadstena hospitalsområdet. Mårten Skinnares hus är ett relativt välbevarat senmedeltida stenhus beläget i Vadstena. Huset är namngivet efter Mårten Nilsson Skinnare. Vadstena hospitals grund låg i den stiftelse som grundades av Mårten Skinnare. Han erhöll 1519 tre tomter utanför klostermuren, där han lät uppföra några hospitalsbyggnader, däribland Mårten Skinnares hus. I museet visas mentalvårdens utveckling genom seklerna, från 1400-talets Helgeandshus via Mårten Skinnares Hospital till moderna tidernas Birgitta sjukhus.
- Leksaksmuseum är nedlagt och ersatt av ett hotell med resturang. Namnet är fortfarande Slottsgården.

## Näringsliv

### Bankväsende
Vadstena sparbank grundades 1839. Häradssparbanken Dals härads sparbank hade grundats 1866 och flyttade sitt huvudkontor till Varberg 1915. De båda sparbankerna fusionerades 1945 och verkar alltjämt som en fristående sparbank.
Vadstena enskilda bank bildades 1856, men tvingades till likvidation 1879. Rörelsen togs över av Östgöta enskilda bank som länge hade ett kontor i Vadstena. Senare etablerade Svenska lantmännens bank ett kontor i Vadstena. Detta uppgick senare i Jordbrukarbanken. År 1949 övertog Östgötabanken även Jordbrukarbankens kontor i Vadstena. Kontoret lades ner av Danske Bank år 2005. Istället etablerade Handelsbanken år 2007 ett kontor i Vadstena. Det var beläget i Östgötabankens gamla byggnad på Storgatan 13. I mars 2021 stängde även Handelsbanken, varefter sparbanken åter var det enda bankkontoret på orten.

## Personer med anknytning till Vadstena
Här följer ett urval av välkända personer som fötts, bott längre tid eller avlidit i Vadstena, historiska och samtida.  
- Erik Acharius, botanist och naturforskare
- Gustaf Bengtsson, tonsättare
- Jöns Jacob Berzelius, kemist och naturforskare
- Gunilla Carlsson, biståndsminister
- Helena Ekblom, hospitalspatient och författare
- Birger Hagård, riksdagsman
- Ladislaus Horatius, filosof
- Marcus Jarl, författare
- Sven Jerring, radioman
- Berit Johansson, glaskonstnär
- Jan Johansson, glaskonstnär
- Örjan Martinsson, fotbollsspelare
- Märta Måås-Fjetterström, textilkonstnär
- Göran Söderström, konstvetare
- Magnus Vasa, hertig
- Yngve Zotterman, neurofysiolog
- Stina Blackstenius, Fotbollsspelare
- Nina Koppang, Handbollsspelare